# 왕심지
민충의왕 왕심지(閩忠懿王 王審知, 862년 ~ 925년 12월 30일(음력 12월 12일), 재위：909년 ~ 925년)는 오대 십국 시대 민나라의 초대 군주로, 자는 신통(信通)이며 광주 고시현 사람이다.

## 생애
그는 광주고시(光州固始)사람으로 형 왕조(王潮)와 함께 당나라 말기 혼란속에서 중앙의 혼란을 피해 복건으로 이주하여 이곳을 점령하였다. 896년 왕조는 당나라로부터 무위군절도사(武威軍節度使) 자리를 인정받았으며, 다음해 왕조가 죽자 왕심지가 지위를 이어받았다.
907년 주전충이 당나라로부터 선양을 받아 후량을 세우자, 왕심지는 후량에 입조하여 민왕에 봉해졌다. 왕심지는 내정에 힘을 기울여 당시 아직 낙후된 지역이었던 복건의 개발을 진행해 크게 발전시켰다. 또한 남해 교역에서 이익을 얻자, 문인, 승려 등을 모아 문화를 진흥시켰다.
이러한 선정으로 인해 왕심지는 개민왕(開閩王)이라 불리면서 복주에서는 민왕덕정비(閩王德政碑)가 세워져 지금까지도 방문자가 끊이지 않는다.
그러나 925년 왕심지가 죽은 후 내분이 계속되었다. 바로 다음해 왕심지의 장남 왕연한(王延翰)이 제위에 올랐으나, 동생 왕연균(王延鈞)에게 살해당하고, 그대로 왕연균이 제위에 올랐다.

## 가족관계

### 부모
- 부친 : 광주자사(光州刺史) 왕임(王恁)
- 모친 : 진국태부인(秦國太夫人) 동씨(董氏)

### 후비
| 봉호           | 시호       | 이름(성씨)     | 별칭                                                 | 생몰년도      | 비고                   |
| -------------- | ---------- | -------------- | ---------------------------------------------------- | ------------- | ---------------------- |
| 국부인(國夫人) | 황후(皇后) | 임내명(任内明) | 위국상현부인(魏國尙賢夫人) 냥야왕부인(琅琊王夫人)    | 865년 ~ 918년 |                        |
| 국부인(國夫人) |            | 황혜고(黃惠姑) | 태황태후(太皇太后) 황태후(皇太后) 노국부인(魯國夫人) |               |                        |
| 재인(才人)     |            | 진금봉(陳金鳳) |                                                      | 894년 ~ 935년 | 태종(太宗)에게 재가함. |

### 왕자
| -  | 봉호               | 시호 | 이름                      | 생몰년도  | 생모          | 별칭               | 비고                            |
| -- | ------------------ | ---- | ------------------------- | --------- | ------------- | ------------------ | ------------------------------- |
| 1  |                    |      | 왕연한(王延翰)            | ? ~ 927년 |               |                    | 민의 제2대 군주 사왕(嗣王).     |
| 2  | 천주자사(泉州刺史) |      | 왕연균(王延鈞) 왕린(王鏻) | ? ~ 935년 | 노국부인 황씨 |                    | 민의 초대황제 태종(太宗).       |
| 3  |                    |      | 왕연미(王延美)            |           |               |                    |                                 |
| 4  |                    |      | 왕연보(王延保)            |           |               |                    |                                 |
| 5  | 개국백(開國伯)     |      | 왕연무(王延武)            | ? ~ 939년 |               | 건주자사(建州刺史) |                                 |
| 6  |                    |      | 왕연망(王延望)            | ? ~ 939년 |               |                    |                                 |
| 7  |                    |      | 왕연희(王延羲) 왕희(王羲) | ? ~ 944년 |               |                    | 민의 제3대 황제 경종(景宗).     |
| 8  | 정주자사(汀州刺史) |      | 왕연희(王延喜)            | ? ~ 944년 |               |                    |                                 |
| 9  | 부사왕(富沙王)     |      | 왕연정(王延政)            | ? ~ 951년 |               |                    | 민의 제4대 황제 천덕제(天德帝). |
| 10 |                    |      | 왕연자(王延資)            |           |               |                    |                                 |
| 11 |                    |      | 왕연종(王延宗)            |           |               |                    |                                 |

### 왕녀
| - | 봉호(공주)         | 시호 | 이름 | 생몰년도 | 생모 | 별칭 | 비고 |
| - | ------------------ | ---- | ---- | -------- | ---- | ---- | ---- |
| 1 | 낭야군군(琅琊郡君) |      |      |          |      |      |      |
| 2 | 군군(郡君)         |      |      |          |      |      |      |
| 3 | 낭야군군(琅琊郡君) |      |      |          |      |      |      |
| 4 | 군군(郡君)         |      |      |          |      |      |      |
| 5 | 군군(郡君)         |      |      |          |      |      |      |

## 참고 문헌
- 《십국춘추》(十國春秋)
- 《자치통감》(資治通鑑)
- 《신오대사》(新五代史)

| 전임 왕조 | 위무군절도사 898년 ~ 925년 | 후임 왕연한 |

| 전임 (첫 봉건) | 제1대 민나라의 군주 898년 ~ 925년 | 후임 장남 사왕 왕연한 |